# Simfonia núm. 4 (Mahler)
La Simfonia núm. 4 en sol major de Gustav Mahler va ser composta entre 1899 i 1900, tot i que incorpora una cançó escrita originalment el 1892. Aquesta cançó, Das himmlische Leben, presenta una visió infantil del cel i és cantada per una soprano al Finale de la simfonia. És més petita en l'orquestració i més curta en durada que les simfonies anteriors de Mahler, la Quarta Simfonia es va planificar inicialment per ser en sis moviments, alternant entre tres moviments instrumentals i tres vocals. La forma final de la simfonia —iniciada el juliol de 1899 a Bad Aussee i completada l'agost de 1900 a Maiernigg— conserva només un moviment vocal (el Finale) i consta de quatre moviments: 
- Bedächtig, nicht eilen (forma sonata)

- In gemächlicher Bewegung, ohne Hast (scherzo i trio)

- Ruhevoll, poco adagio (doble tema i variacions)

- Sehr behaglich (variacions estròfiques).

L'estrena va ser interpretada a Múnic el 25 de novembre de 1901 pel compositor i l'⁣Orquestra Kaim, però va rebre una audiència negativa i una recepció crítica per les confuses intencions de l'obra i percebuda com a inferior respecte a la Segona Simfonia més ben rebuda. L'estrena va ser seguida d'una gira alemanya, una estrena a Berlín el 1901 i una estrena a Viena el 1902, que van rebre una condemna gairebé unànime de la simfonia. Mahler va dirigir més interpretacions de la simfonia, de vegades amb càlides recepcions, i l'obra va rebre les seves estrenes americanes i britàniques el 1904 i el 1905. La primera edició de la simfonia es va publicar el 1902, però Mahler va fer revisions el 1905, 1910 i 1911. Després de la mort de Mahler, la simfonia va continuar rebent actuacions amb directors com Willem Mengelberg i Bruno Walter, i el primer enregistrament va ser una interpretació japonesa de 1930 dirigida per Hidemaro Konoye que també va ser el primer enregistrament elèctric de qualsevol simfonia de Mahler. El musicòleg Donald Mitchell creu que la Quarta i la seva accessibilitat van ser en gran part responsables de l'augment de la popularitat de Mahler després de la guerra.
La simfonia utilitza la forma cíclica en tota la seva estructura, com en les anticipacions del tema principal del Finale en els tres moviments anteriors. El primer moviment s'ha caracteritzat per ser d'estil neoclàssic, tret de la seva complexa secció de desenvolupament. El segon moviment consisteix en scherzos que representen la mort al seu violí, que es contrasten amb els trios tipus Ländler. Els dos temes del tercer moviment es varien alternativament abans d'arribar a una coda triple forte, i el Finale comprèn versos de Das himmlische Leben cantada en estrofes que estan separades per les tornades de l'obertura del primer moviment. Alguns temes i motius de la Quarta Simfonia també es troben a la Segona, Tercera i Cinquena Simfonia de Mahler.

## Història

### Composició
La Quarta Simfonia de Gustav Mahler és l'última de les tres simfonies Wunderhorn del compositor (les altres són la Segona i la Tercera Simfonia). Aquestes obres incorporaven temes originats en Des Knaben Wunderhorn de Mahler (La banya màgica de la joventut), un cicle de cançons que ambienta poemes de la col·lecció de poesia popular homònima. El nucli de la Quarta Simfonia és una cançó anterior, Das himmlische Leben ("La vida celestial"), amb text de Des Knaben Wunderhorn però no inclòs en el cicle de cançons de Mahler. Mahler va considerar la cançó com la inspiració i l'objectiu de la Quarta Simfonia, anomenant-la "l'agulla afilada de l'edifici". Se n'escolten fragments en els tres primers moviments abans de ser cantada íntegrament per una soprano solista en el quart moviment.

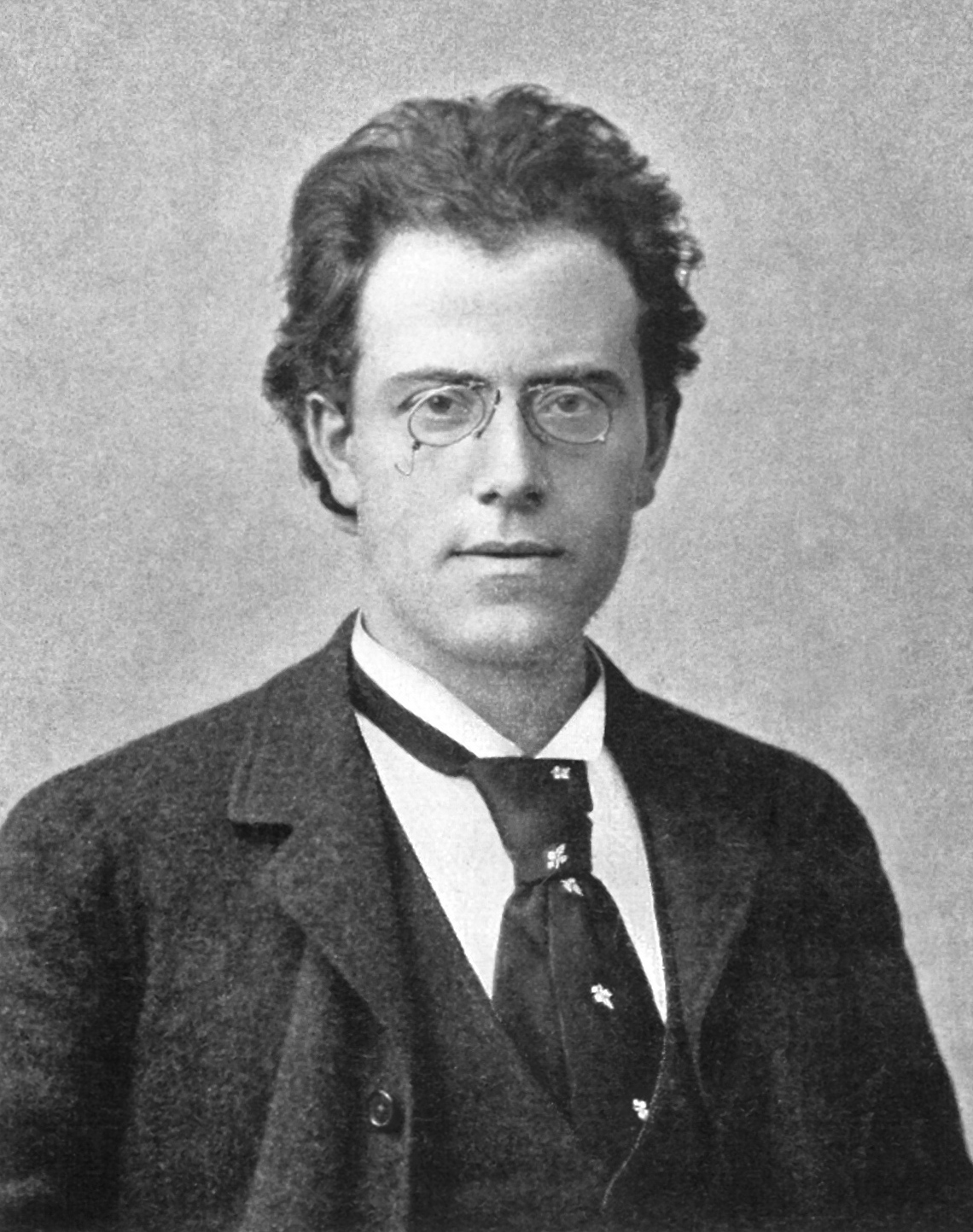
El compositor el 1892, fotografiat per Leonhard Berlin-Bieber

Mahler va completar "Das himmlische Leben" el 1892, com a part d'una col·lecció de cinc Humoresken (Humoresques) per a veu i orquestra. Va adaptar el text de "Das himmlische Leben" de la cançó popular bavaresa original "Der Himmel hängt voll Geigen" ("El cel està penjat amb violins" o "El món a través d'ulleres de color rosa") a Des Knaben Wunderhorn. El poema descriu escenes i personatges de la visió del cel d'un nen. El 1895, Mahler va considerar utilitzar la cançó com el sisè i últim moviment de la seva Tercera Simfonia. Mentre que restes de "Das himmlische Leben" es pot trobar al primer, quart i cinquè moviment de la Tercera Simfonia, inclosa una cita de la cançó a "Es sungen drei Engel" del cinquè moviment. ("Tres àngels cantaven") —Mahler finalment va decidir retirar la cançó de l'obra. En canvi, va optar per utilitzar la cançó com a final d'una nova simfonia, la Quarta. En conseqüència, hi ha connexions temàtiques i programàtiques especialment fortes entre la Tercera i la Quarta a través de "Das himmlische Leben", encara que el compositor també es va adonar que la Quarta també estava estretament relacionada amb la seva Primera i Segona Simfonia. Natalie Bauer-Lechner descriu la Quarta Simfonia com la conclusió de la "tetralogia perfectament autosuficient" de les quatre primeres simfonies de Mahler: la Primera representa el patiment i el triomf heroics; la Segona explora la mort i la resurrecció; la Tercera contempla l'existència i Déu; i la Quarta, com a extensió de les idees de la Tercera, explora la vida al cel.

Segons la sinopsi de la simfonia de Paul Bekker de 1921, Mahler va fer un primer esbós del programa titulat Sinfonie Nr. 4 (Humoreske) que té la següent forma de sis moviments⁣:
1. Die Welt als ewige Jetztzeit (El món com a etern ara) – sol major
2. Das irdische Leben (La vida terrenal) – mi bemoll menor
3. Caritas – Adagio en si major
4. Morgenglocken (Campanes del matí) – fa major
5. Die Welt ohne Schwere (El món sense gravetat) – Scherzo en re major
6. Das himmlische Leben (La vida celestial) – sol major[C]

 Aquest esborrany indica que Mahler originalment va planejar la Quarta Simfonia amb tres moviments purament simfònics (primer, tercer i cinquè) i tres cançons d'orquestra: "Das irdische Leben" (compost c. 1893 com a la cançó Des Knaben Wunderhorn), "Morgenglocken" (acabat el 1895 com "Es sungen drei Engel" de la Tercera Simfonia), i "Das himmlische Leben". Tanmateix, la simfonia es modificaria fins que només el primer i l'últim moviment de l'esbós del programa es realitzin com els seus respectius moviments en la forma final de la simfonia, donant lloc a una Quarta Simfonia de longitud simfònica normal (al voltant de 45 minuts) a diferència de les simfonies anteriors significativament més llargues del compositor.
Durant les vacances d'estiu de 1899 del compositor a Bad Aussee, la Quarta Simfonia, en paraules de Bauer-Lechner, a finals de juliol "va caure a la seva falda just a temps". Les vacances van ser l'única oportunitat de Mahler durant tot l'any per poder compondre lliurement, però la seva productivitat fins ara es va veure obstaculitzada pel mal temps i escoltant el que ell va anomenar la "música espantosa de balneari". Quan les vacances s'acostaven al seu final, Mahler va treballar en la simfonia durant deu dies, durant els quals va redactar "aproximadament la meitat" dels tres moviments instrumentals i va dibuixar les variacions del tercer moviment Adagio, segons Bauer-Lechner. Mahler va acabar el quart l'any següent durant les seves vacances d'estiu a Maiernigg. Després d'un altre període d'improductivitat aquell estiu, Mahler finalment va trobar el seu ritme de treball i va completar el Partiturentwurf de la simfonia. (primera partitura orquestral completa) el 5 d'agost de 1900. La finalització de la simfonia de sobte va deixar Mahler sentint-se "buit i deprimit perquè la vida ha perdut tot sentit", i segons Bauer-Lechner estava "profundament molest per haver perdut una part tan important de la seva vida" component l'obra.
Durant les vacances de Nadal, Mahler va revisar el segon moviment Scherzo, finalitzant la seva orquestració el 5 de gener de 1901. Encara que Mahler va publicar els seus programes per a la Primera i la Segona simfonia, es va abstenir de publicar-ne un per a la Quarta. En paraules del musicòleg James L. Zychowicz, Mahler pretenia que "la música existís per si mateixa". Mahler també es va oposar a donar cap títol als moviments de la simfonia, tot i haver-ne "inventat alguns de meravellosos", perquè no volia que la crítica i el públic "els malentenguessin i els distorsionessin de la pitjor manera possible".

### Estrena
Durant la primera meitat de 1901, Richard Strauss es va plantejar dirigir la primera interpretació completa de la Tercera Simfonia de Mahler. Tanmateix, Strauss, sense saber si tenia prou temps per preparar l'estrena de la Tercera, va escriure a Mahler el 3 de juliol preguntant-li si podria dirigir l'estrena de la Quarta. Mahler en la seva resposta va revelar que ja l'havia promès a Múnic, "on l'⁣Orquestra Kaim i l'⁣Odeon estan tenint un estira-i-arronsa per això que em costa triar entre ells". La Filharmònica de Viena també havia preguntat a Mahler diverses vegades si podien interpretar l'estrena de la simfonia, però Mahler ja havia promès en aquell moment l'estrena a Felix Weingartner, director de l'Orquestra Kaim. Poc després dels intercanvis amb la Filharmònica, el compositor va demanar el permís de Weingartner en algun moment de l'agost o setembre de 1901 per dirigir l'estrena ell mateix, citant la seva inquietud per la simfonia i la seva interpretació.
Finalment, estava previst que el mateix Mahler dirigís l'Orquestra Kaim a Múnic per a l'estrena mundial, després de la qual Weingartner i l'Orquestra Kaim interpretarien l'obra en una gira per diverses ciutats alemanyes i una altra vegada Mahler dirigiria una altra actuació a Berlín. Per revisar l'orquestració de la simfonia abans de la seva publicació, Mahler va organitzar un assaig de lectura amb la Filharmònica de Viena el 12 d'octubre que es va duplicar com a assaig de l'estrena a Viena prevista per al gener de l'any vinent. Mahler no es va mostrar satisfet amb els resultats, va fer correccions i va assajar completament l'obra quatre vegades abans de l'estrena. Tot i que l'estrena de Múnic estava prevista primer per al 18 de novembre, Mahler va demanar a finals d'octubre que Weingartner ajornés l'actuació fins al 25 de novembre, citant "dificultats insuperables". També es va oposar a incloure una obra vocal abans de la simfonia en el programa de l'estrena, ja que volia que la soprano del Finale "fos tota una sorpresa". Henry-Louis de La Grange va escriure: "la Quarta Simfonia havia costat a Mahler més esforç i angoixa que les monumentals simfonies que l'havien precedit i, malgrat que estava neguitós per les reaccions de la seva primera audiència, en secret esperava que les seves modestes dimensions i la claredat del seu estil finalment li guanyessin l'aprovació tant del públic com dels músics".
L'estrena mundial de la simfonia es va fer el 25 de novembre de 1901 a Múnic al Kaim-Saal, amb Mahler dirigint l'Orquestra Kaim i Margarete Michalek com a soprano. Bauer-Lechner escriu que el primer moviment va ser rebut amb aplaudiments i esbroncades, ja que un nombre de l'audiència va ser "incapaç de seguir la complexitat dels esdeveniments en el desenvolupament". L'Scherzo va resultar més confús per al públic i va rebre més burla vocal. L'actuació de Michalek al Finale "va salvar el dia"; es deia que la seva joventut i encant havien "abocat oli sobre les aigües turbulentes". Malgrat això, l'estrena va deixar a molta gent del públic indignada, com la premsa de Múnic va informar ràpidament. L'Allgemeine Zeitung, tot i que va elogiar el primer moviment, va descriure la simfonia com "no fàcilment accessible i, en tot cas, impossible de jutjar després d'una sola audiència". També va criticar les "pretensions" de l'obra i l'ús injustificat de "el còmic grotesc" abans d'acusar-la d'"[intrusió] contra l'Esperit Sant de la música". El Münchener Zeitung i el Bayerischer Kurier tots dos van expressar la seva decepció en comparar la Quarta amb la que consideraven la seva simfonia superior, la Segona; el primer va valorar la Quarta com una "successió d'atmosferes i expressions inconnexes i heterogènies barrejades amb peculiaritats i afectacions instrumentals", mentre que el segon va dir que l'obra estava plena d'una "cacofonia increïble". Igualment, Die Musik va afirmar que "les llavors dolentes" en certes parts de la Segona es van convertir en "immenses llavors amb punxes" a la Quarta. La simfonia va trobar alguns elogis al Kleine Journal —que va elogiar el Finale com a "simplement una obra d'un geni" tot i qualificar tota l'obra de "transparent, sensible, gairebé histèrica"— i el Münchener Post, que va elogiar la simfonia com un "gran pas endavant en el camí de la claredat artística".

### Actuacions i recepció posteriors

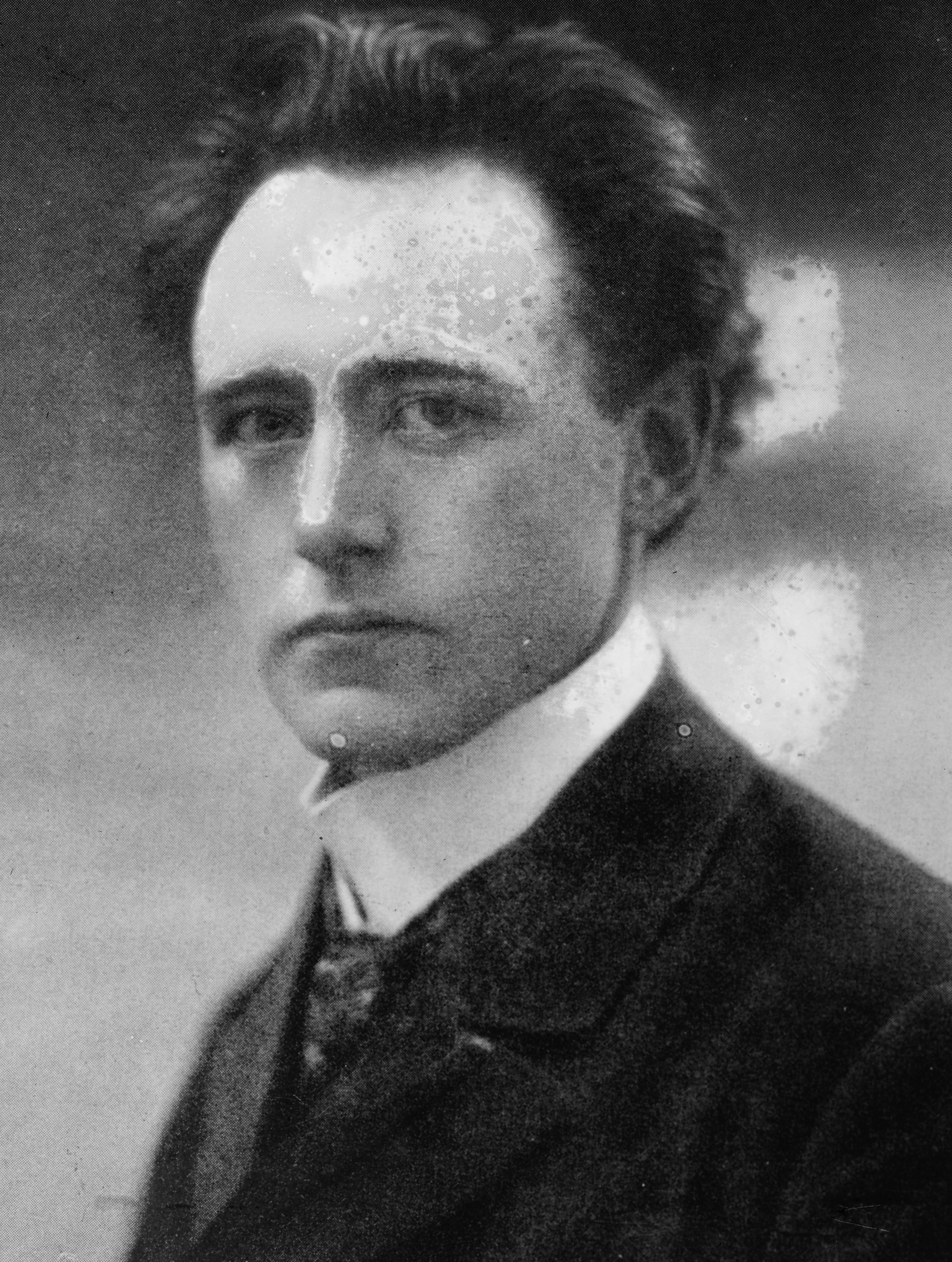
Felix Weingartner, que va dirigir la simfonia durant la seva gira alemanya de 1901

Weingartner i la Kaim Orchestra, amb Michalek com a solista, van anar de gira amb la simfonia a Nuremberg (26 de novembre de 1901), Darmstadt (27 de novembre), Frankfurt (28 de novembre), Karlsruhe (29 de novembre) i Stuttgart (30 de novembre). La majoria de les ciutats van donar recepcions negatives unànimement cap a la Quarta, amb Stuttgart com a única excepció. Una crònica falsa d'una estrena reeixida a Múnic va provocar alguns aplaudiments després de l'actuació de Nuremberg, però el General-Anzeiger de la ciutat va fer una crítica dura de la "Vaudeville -Symphony" de Mahler, elogiant només la seva orquestració. A Frankfurt, els xiulets "irats i violents" del públic es van comparar amb "el so d'un vent de tardor que bufa entre les fulles mortes i les branques seques d'un bosc" pel Musikalisches Wochenblatt. A Karlsruhe, el concert va començar amb un públic gairebé buit, i Weingartner va optar només per dirigir el Finale de la simfonia. La premsa de Stuttgart va ser mixta: el Schwäbischer Merkur va elogiar Mahler com a estrella en ascens i va considerar l'obra una "corona de melodies i danses populars de bon humor"; d'altra banda, el Neues Taggblatt va condemnar la simfonia pels seus "passatges vulgars". El fracàs de la gira va desanimar a Mahler i va traumatitzar Weingartner; aquest últim mai més va dirigir una peça de Mahler.
L'estrena a Berlín es va representar el 16 de desembre de 1901 a l'⁣Òpera de Berlín, amb Mahler dirigint la Berliner Tonkünstler Orchestra i Thila Plaichinger com a soprano. La recepció de l'obra va ser hostil; La Grange escriu que "la premsa berlinesa es va delectar maliciosament en trencar el nou treball a trossos", amb crítiques negatives al Berliner Börsen-Zeitung, Berliner Tageblatt i el Vossische Zeitung. Mahler també va dirigir l'estrena de Viena el 12 de gener de 1902 al Großer Musikvereinsaal, que va ser interpretada per la Filharmònica de Viena i Michalek. Una vegada més, la recepció va ser una condemna gairebé unànime de la simfonia, incloent-hi les crítiques dels crítics Max Kalbeck, Theodor Helm, Richard Heuberger i Max Graf.
Mahler va dirigir una actuació el 23 de gener de 1903 al Kurhaus, Wiesbaden, on va ser sorprès per l'amistosa recepció. El mateix va veure una actuació a Düsseldorf. El 23 de març de 1904, el compositor va dirigir la Quarta al Staatstheater Mainz, que va rebre un càlid aplaudiment però crítiques que desaprovaven la "ingenuïtat" de l'obra. Això va ser seguit per una sèrie d'actuacions internacionals. El 1904, Mahler va viatjar a Amsterdam per dirigir una doble interpretació de la simfonia el 23 d'octubre al Royal Concertgebouw amb l'⁣Orquestra del Concertgebouw i la solista Alida Lütkemann. L'estrena nord-americana el 6 de novembre de 1904 a la ciutat de Nova York va veure Walter Damrosch dirigir la New York Symphony Society i la soprano Etta de Montjau. L'estrena britànica el 25 d'octubre de 1905 va ser un concert de graduació ofert per Henry Wood, que va dirigir la New Queen's Hall Orchestra i la seva dona, Olga Wood, com a soprano. Mahler va dirigir una altra actuació el 18 de gener de 1907, aquesta vegada al Saalbau de Frankfurt. Les últimes actuacions de Mahler de la simfonia van ser amb la Filharmònica de Nova York i la soprano Bella Alten al Carnegie Hall els dies 17 i 20 de gener de 1911.
Al Festival Mahler d'Amsterdam del maig de 1920, l'Orquestra Concertgebouw sota la direcció de Willem Mengelberg va fer nou concerts durant els quals es va tocar per primera vegada l'obra completa de Mahler. El protegit de Mahler, Bruno Walter va dirigir la simfonia a Moscou l'any 1923, però va haver de convèncer els organitzadors russos del concert de no alterar les referències religioses a "Das himmlische Leben". Durant la dècada de 1940, la Quarta va rebre actuacions de l'⁣Orquestra Filharmònica de Londres dirigida per Anatole Fistoulari i l'⁣Orquestra Simfònica de la BBC dirigida per Adrian Boult, contribuint al que Donald Mitchell anomena "el 'boom' de Mahler a Anglaterra".
Malgrat les crítiques negatives dels contemporanis de Mahler, Mitchell creu que la Quarta "va ser, sobretot, l'agent del canvi d'actituds cap a Mahler en els anys posteriors a la Segona Guerra Mundial" perquè els seus recursos i durada relativament modestos, la seva accessibilitat i el seu atractiu finalment van guanyar l'"admiració del públic". El 1973, Kurt Blaukopf va declarar que de les simfonies de Mahler, la Quarta "es va fer popular més ràpidament". El 2005, Zychowicz va escriure que la Quarta, en la qual el compositor era "increïblement concís", continua sent una de les composicions més accessibles de Mahler.

## Instrumentació
La simfonia està escrita per a una orquestra més petita en comparació amb les altres simfonies de Mahler, i no hi ha parts per a trombó o tuba. Paul Stefan assenyala els instruments de vent-fusta i cordes "bastant nombrosos", mentre que Michael Steinberg anomena la secció de percussió "pròdiga". La instrumentació és la següent:
| Vent de fusta 4 flautes (3r i 4t doblant flautí) 3 oboès (tercer doblat corn anglès) 3 clarinets en si bemoll, la, do (2n doblant requint, 3r doblant clarinet baix) 3 fagots (tercer contrafagot doblat) Metall 4 trompes 3 trompetes | Percussió 4 timbales bombo plats triangle cascavells tam-tam glockenspiel | Veus soprano solo (utilitzat només en el quart moviment) Cordes arpa 1r violins 2n violins violes violoncels contrabaixos |

## Estructura
| I. Bedächtig, nicht eilen               |
|                                         |
|                                         |
|                                         |
| II. In gemächlicher Bewegung, ohne Hast |
|                                         |
|                                         |
|                                         |
| III. Ruhevoll                           |
|                                         |
|                                         |
|                                         |
| IV. Sehr behaglich                      |
|                                         |
| Recordings from Musopen                 |
|                                         |

Encara que Mahler va descriure la clau de la simfonia com a sol major, l'obra utilitza un esquema tonal progressiu de si menor/sol major a mi major, tal com es classifica a The New Grove Dictionary of Music and Musicians. La simfonia està en quatre moviments:
1. Bedächtig, nicht eilen (deliberat, sense presses) – forma sonata en sol major[82][83]
2. In gemächlicher Bewegung, ohne Hast (en ritme mesurat, sense presses) – Scherzo en do menor amb dos trios en fa major[84][78]
3. Ruhevoll, poco adagio (tranquil, una mica lentament) – doble tema i variacions en sol major (primer tema) i mi menor (segon tema)[85][86]
4. Sehr behaglich (a gust) – Estròfica Variacions que comencen en sol major i acaben en mi major[87][88]

Mahler va intentar unificar els quatre moviments a través de la forma cíclica, enllaçant moviments reutilitzant temes com el de les campanes de l'obertura del primer moviment i Das himmlische Leben del darrer moviment.

Deryck Cooke estima que la durada de la simfonia de 50 minuts, és una durada moderada per a una simfonia que Mahler considerava "de dimensions normals". La Grange dona les següents durades de moviment basades en l'actuació de Mahler a Amsterdam de 1904, que va trigar 57 minuts més llargs:
1. Bedächtig, nicht eilen – 20 minuts[82]
2. In gemächlicher Bewegung, ohne Hast – 8 minuts[84]
3. Ruhevoll, poco adagio – 19 minuts[85]
4. Sehr behaglich – 9:30 a 10 minuts[92]

### I.Bedächtig, nicht eilen
Cooke caracteritza el primer moviment com un "moviment pastoral" i és un dels primers moviments més breus de Mahler. La introducció en si menor la toquen les flautes i els cascavells: ⁣
Audio playback is not supported in your browser. You can download the audio file.
Aleshores s'escolta el primer tema en sol major, marcat Recht gemächlich (molt pausat):
Audio playback is not supported in your browser. You can download the audio file.
Constantin Floros anomena el primer tema "notablement breu", i Theodor Adorno hi nota un so semblant a Schubert. La Grange compara el primer tema amb un passatge semblant de l'⁣exposició del primer moviment de la Sonata per a piano de Schubert en mi bemoll major, D. 568. El segon tema és en re major, marcat Breit gesungen (cantat àmpliament):
Audio playback is not supported in your browser. You can download the audio file.
Floros identifica una similitud entre aquest tema i un tema del primer moviment de la Sonata per a piano núm. 13 de Beethoven. L'exposició es tanca amb una coda marcada Wieder sehr ruhig (molt tranquil de nou). Mitchell troba que els temes, textures i ritmes de l'exposició suggereixen el neoclassicisme, però l'estil de Mahler canvia en la secció de desenvolupament següent quan "es manifesta un món sonor radicalment diferent".
Floros comenta l'"extraordinària complexitat" del desenvolupament en la seva anàlisi; divideix el desenvolupament en vuit parts, algunes de les quals exploren tonalitats menors llunyanes i distorsionen el tema principal del final. El desenvolupament arriba a la seva vuitena part en una dissonància fortissimo seguit d'una fanfàrria de trompeta que Mahler va anomenar Der kleine Appel ("La petita convocatòria" o "La petita crida a l'ordre"); més tard va utilitzar aquesta trucada de trompeta com a tema d'obertura de la Cinquena Simfonia. La secció de recapitulació arriba al que Stefan descriu com "un goig gairebé mozartià" cap al seu final, i el moviment conclou amb una coda tranquil·la i lenta.

### II.In gemächlicher Bewegung, ohne Hast

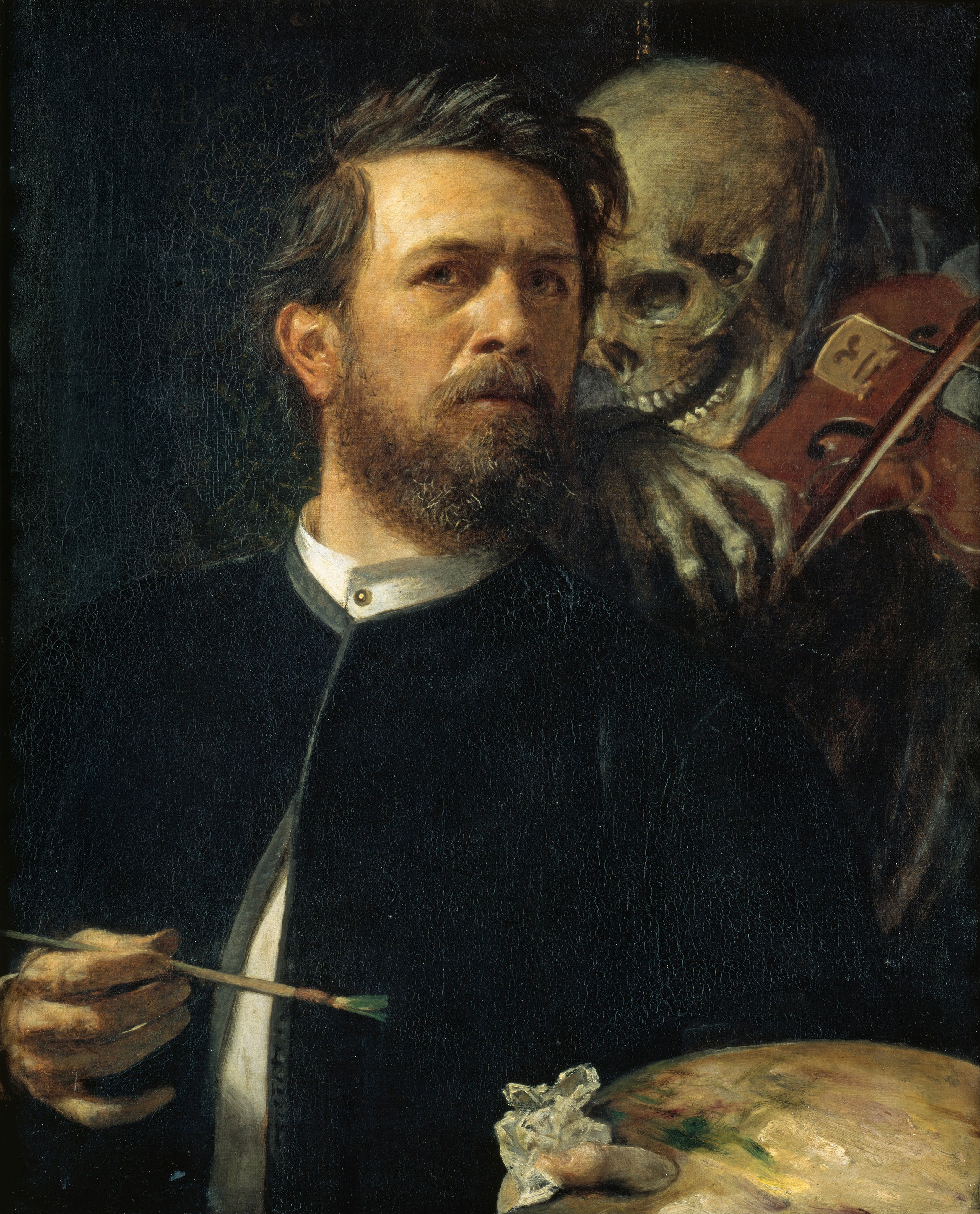
Autoretrat amb la mort tocant el violí d'⁣Arnold Böcklin, la inspiració per a l'scherzo

El segon moviment està estructurat en cinc parts, començant per un scherzo en do menor que s'alterna amb una part del trio en fa major. El preludi de l'scherzo presenta una crida de trompa, seguida del que Stefan anomena "tema fantasmal" 
Audio playback is not supported in your browser. You can download the audio file.
Aleshores s'escolta una secció mitjana més brillant en do major, abans d'una rèplica de la secció en do menor. L'scherzo es tanca amb un postludi de trompa. Els dos trios entre els tres scherzos del moviment tenen el caràcter d'un ländler i tenen un estil de "mandra alegre" que contrasta amb la les maneres grotesques de l'scherzo. La Grange descriu el segon moviment com "l'únic moviment ländler veritable" de Mahler des de l'Scherzo de la Primera Simfonia. Floros troba que certes melodies del trio anticipen temes del Finale
L'scherzo es deia originalment Freund Hein spielt auf ("L'amic Hein ataca", o "La mort agafa el violí", tal com va parafrasejar Cooke). Freund Hein és una personificació de la mort en el folklore alemany, i està representat a la música pel so dur del violí en scordatura. El programa imprès per a l'actuació d'Amsterdam de 1904 fins i tot va incloure el títol Todtentanz ("Dansa de la mort") per al moviment, encara que mai es va publicar a la primera edició de la simfonia. Segons la vídua de Mahler, Alma, el compositor es va inspirar per a aquest moviment en el quadre de 1872 Autoretrat amb la mort tocant el violí de l'artista suís Arnold Böcklin. Blaukopf escriu que els passatges per a violí delata "la inclinació de Mahler pel ridícul i l'esgarrifós". Malgrat això, assenyala que Freund Hein "no és aterridor en efecte", sinó que és "estrany". Stefan caracteritza la representació de Mahler de la Mort com a "molt bondadosa".

### III.Ruhevoll,poco adagio
El tercer moviment és un conjunt d'adagios de doble tema i variacions. La Grange, tanmateix, creu que aquesta interpretació del moviment de "variacions sobre dos temes" és inexacta perquè el segon tema "no és genuïnament 'variat', sinó que només s'amplifica quan es repeteix". Mahler va anomenar el moviment les seves "primeres variacions reals", i el va compondre sota la inspiració d'"una visió d'una làpida sobre la qual es va tallar una imatge del difunt, amb els braços plegats, en somni etern". El musicòleg Philip Barford considera que la música és "d'una bellesa profunda i meditativa".
Floros divideix el moviment en cinc parts principals (A – B – A 1 – B 1 – A 2) seguides d'una coda. El primer tema en sol major el toquen els violoncels al començament de la part A:
Audio playback is not supported in your browser. You can download the audio file.
Cooke anomena l'obertura "una cançó de bressol transfigurada". Floros veu l'estructura de la part A com una forma de barra (dos Stollen —el primer tema seguit de la seva variació— i un Abgesang) amb un apèndix. La part A es tanca amb un motiu de baix, que tant Bekker com Floros troben "com una campana"; a aquest últim, el motiu recorda el motiu de la campana del Parsifal de Wagner. La Grange escriu que el motiu del baix ostinato està "sempre present d'una forma o una altra" i dona al moviment "una forta sensació de passacaglia⁣". Part B, marcada Viel langsamer (molt més lent), està en tres seccions i també s'assembla a l'estructura del compàs. A la primera secció, l'⁣oboè introdueix el segon tema de lament en mi menor, que és variat a la segona secció que culmina en un fortissimo. La secció final de la part B, un Abgesang, és descrit per Floros com un "simbol del dol més profund".
La part A1 és una variació de la part A marcada com Anmutig bewegt (gràcil i animada), i Floros descriu la part B1 com "una variació molt lliure" i molt més intensa de la part B. La Grange identifica la part A2 com la "primera variació pròpiament dita" de la part A; el primer tema pateix quatre variacions de tempo creixent, arribant a l'Allegro molto abans d'un retorn sobtat a l'Andante. La part A2 conclou amb una variació de Abgesang de la part A que s'esvaeix en la coda.
Floros anomena la introducció de la coda "el passatge més esplèndid... de tota la Simfonia". Els vents i les cordes toquen un acord triple de mi major forte, i el motiu del baix és repetit pels timbals i les contrabaixos. A continuació, les trompes i les trompetes toquen el tema principal del Finale abans que el volum disminueixi ràpidament. A mesura que la música s'alenteix i s'apaga, el passatge final del moviment inclou el que Zychowicz es refereix comel motiu de l' Ewigkeit (eternitat), que Mahler va utilitzar per primera vegada al final de la Segona Simfonia.

### IV.Sehr behaglich
La Grange analitza el quart moviment com un durchkomponiert estròfic en tres seccions principals separades per tornades orquestrals i que acaben amb una coda. Un preludi orquestral en sol major comença la final:
Audio playback is not supported in your browser. You can download the audio file.
A continuació, la soprano canta el primer vers o estrofa de Das himmlische Leben, començant amb el tema principal del moviment sobre Wir genießen die himmlischen Freuden (Ens delectem amb els plaers celestials):
Audio playback is not supported in your browser. You can download the audio file.
El vers es canta "amb expressió infantilment alegre" sobre un text que descriu les alegries del cel. Tanca amb una figura coral sobtadament més lenta sobre Sankt Peter im Himmel sieht zu (Sant Pere al cel mira), que condueix a un animat interludi orquestral que reprèn l'obertura de la campana des del primer moviment. Un vers contrastat (segona estrofa) representa una festa celestial i es canta en mi menor; aquest vers es tanca amb una altra figura coral abans que la tornada de la campana torni per a l'interludi. La tercera estrofa (que consta dels versos tercer i quart del text) torna a ser en sol major i es canta sobre una variació del tema i la forma de la primera estrofa. Després de tornar a tocar la tornada de la campana, s'escolta la introducció pastoral de la coda en mi major. Aquest passatge orquestral està marcat Sehr zart und geheimnisvoll bis zum Schluß (molt suau i misteriós fins al final), i l'estrofa final que segueix es canta en mi major sobre una variació del tema principal. Aquesta estrofa correspon al vers final del text amb imatges de "la més suau tranquil·litat", i Mitchell l'anomena "una experiència extraordinària sense paral·lel en cap altre lloc de Mahler". La coda acaba en un postludi orquestral en pianissimo que s'esvaeix gradualment. Adorno descobreix que hi ha una ambigüitat sobre si la música i la seva visió celestial s'han "adormit per sempre", i David Schiff interpreta la representació del Cel de Finale com "una experiència exterior intocable". Tots dos coincideixen que les promeses d'alegria del Finale són presents però inabastables.

## Text del quart moviment
| Alemany | Català |
| --- | --- |
| Das himmlische Leben (aus "Des Knaben Wunderhorn") Wir genießen die himmlischen Freuden, D'rum tun wir das Irdische meiden. Kein weltlich' Getümmel Hört man nicht im Himmel! Lebt alles in sanftester Ruh'. Wir führen ein englisches Leben, Sind dennoch ganz lustig daneben. Wir tanzen und springen, Wir hüpfen und singen, Sankt Peter im Himmel sieht zu. Johannes das Lämmlein auslasset, Der Metzger Herodes d'rauf passet, Wir führen ein geduldig's, Unschuldig's, geduldig's, Ein liebliches Lämmlein zu Tod! Sankt Lukas den Ochsen tät schlachten Ohn' einig's Bedenken und Achten, Der Wein kost' kein Heller Im himmlischen Keller, Die Englein, die backen das Brot. Gut' Kräuter von allerhand Arten, Die wachsen im himmlischen Garten, Gut Spargel, Fisolen Und was wir nur wollen! Ganze Schüsseln voll sind uns bereit! Gut' Äpfel, gut' Birn' und gut' Trauben; Die Gärtner, die alles erlauben. Willst Rehbock, willst Hasen, Auf offener Straßen Sie laufen herbei! Sollt' ein Fasttag etwa kommen, Alle Fische gleich mit Freuden angeschwommen! Dort läuft schon Sanct Peter Mit Netz und mit Köder Zum himmlischen Weiher hinein, Sanct Martha die Köchin muß sein. Kein' Musik ist ja nicht auf Erden. Die unsrer verglichen kann werden, Elftausend Jungfrauen Zu tanzen sich trauen. Sankt Ursula selbst dazu lacht. Kein' Musik ist ja nicht auf Erden, Die unsrer verglichen kann werden. Cäcilia mit ihren Verwandten, Sind treffliche Hofmusikanten. Die englischen Stimmen Ermuntern die Sinnen, Daß alles fur Freuden erwacht. | Vida Celestial (De "La banya màgica de la joventut") Gaudim dels plaers celestials i evitem els terrenals. Cap tumult mundà arriba a sentir-se al Cel! Tot viu a la pau més dolça! Portem una vida angelical! Tot i això, som molt alegres: ballem i saltem, botem i cantem! Mentrestant, Sant Pere és al Cel! Sant Joan ha permès el seu petit xai anar a la trobada del carnisser Herodes! Conduïm una víctima, una innocent víctima al petit xai a la mort! Sant Lluc sacrifica els bous sense prestar-los pensament o atenció. El vi no costa un penic al celler del Cel i els àngels, couen el pa. Saboroses verdures, de tota mena, creixen al jardí de Cel! Suculents espàrrecs, fesols, i qualsevol cosa que desitgem! Generoses fonts estan a la nostra disposició! Sucoses pomes, peres i raïms! El Jardiner ens ho permet tot! T'agradaria un cérvol, t'agradaria una llebre? Per les clares planes, ells caminen al teu costat! Si algun dia ho necessitessis, tots els peixos nedarien alegres amb tu! Allí, Sant Pere camina, amb les seves xarxes i esquer, a l'estany celestial. Santa Marta ha de ser la cuinera! Cap música terrenal pot comparar-se amb la nostra. Onze mil donzelles gosen ballar! Fins i tot la pròpia Santa Úrsula s'està rient! Cap música terrenal pot comparar-se amb la nostra. Cecília i tots els seus parents formen un esplèndid conjunt musical! Les veus angèliques despertin els sentits perquè tot reneixi amb l'alegria. |

## Revisions i publicacions
Després de l'estrena mundial de 1901, Mahler va revisar la simfonia diverses vegades, incloent-hi canvis en la instrumentació, la dinàmica i l'articulació de Julius Buths (c. 1903). També la va revisar per a una actuació del 3 de novembre de 1905 a Graz⁣, va tornar a fer canvis l'estiu de 1910 i les darreres revisions autografiades de Mahler el 1911, fetes després de les seves últimes interpretacions de la simfonia a Nova York.
La primera edició de la simfonia va ser publicada l'any 1902 per Ludwig Doblinger de Viena com a partitura quart. Més tard, la simfonia va ser presa per l'editorial de Viena Universal Edition, que va reimprimir la partitura en format octau (c. 1905). Universal Edition va publicar una edició posterior el 1906, incorporant les primeres revisions de Mahler, i va reimprimir aquesta edició el 1910 i 1925. Tanmateix, Universal Edition no va poder dur a terme cap dels canvis posteriors de Mahler des de l'edició de 1906. Els drets de publicació d'algunes de les edicions de la simfonia es van transferir més tard a Boosey &amp; Hawkes, però la seva edició de 1943 tampoc no va incloure les revisions finals. Universal Edition finalment va publicar una nova edició el 1963, en la qual Erwin Ratz va incorporar les revisions encara no incloses de Mahler. Aquests canvis van ser rebuts amb les crítiques de Hans Redlich, que va escriure el 1966: "Només els textos musicals de la Simfonia publicats entre 1902 i 1910 porten plena autenticitat per a la posteritat".
Josef Venantius von Wöss va arranjar la simfonia per a piano a quatre mans, una versió que ja estava a la venda en el moment de la primera publicació de la simfonia. Els arranjaments d'⁣Erwin Stein del 1921 i Klaus Simon del 2007 són per a una orquestració reduïda, tot i que el primer està gravat per a un conjunt més petit que el segon, ja que Stein omet les parts de fagot i trompa.

## Enregistraments
La Quarta Simfonia es va gravar comercialment per primera vegada els dies 28 i 29 de maig de 1930, amb Hidemaro Konoye dirigint la Nova Orquestra Simfònica de Tòquio i la soprano Sakaye Kitasaya. L'enregistrament es va publicar amb Japanese Parlophone i és el primer enregistrament elèctric de qualsevol simfonia de Mahler. Des d'aleshores, la simfonia ha estat gravada per conjunts d'Europa, Estats Units i el Japó, incloent-hi múltiples enregistraments de la Filharmònica de Nova York, la Filharmònica de Viena i l'⁣Orquestra del Concertgebouw. A la seva revisió de Gramophone del 2020 dels enregistraments de la Quarta Simfonia, David Gutman selecciona les interpretacions de la simfonia d'Iván Fischer (2008), Willem Mengelberg (1939), Lorin Maazel (1983) i Claudio Abbado (2009) per als seus enregistraments escollits, alhora que mostreja enregistraments realitzats per Simon Rattle (1997), Leonard Bernstein (1960), Otto Klemperer (1961) i Michael Tilson Thomas (2003).

#### Llibres
- Barford, Philip. Mahler Symphonies and Songs.  Londres: BBC, 1970. ISBN 0-563-09274-2.
- Barsova, Inna. «Mahler and Russia». A: The Mahler Companion.  Nova York: Oxford University Press, 1999. ISBN 0-19-816376-2.
- Blaukopf, Kurt. Gustav Mahler.  Nova York: Praeger Publishers, 1973. LCCN 73-109467.
- Cooke, Deryck. Gustav Mahler: An Introduction to his Music.  Nova York: Cambridge University Press, 1980. ISBN 0-521-23175-2.
- Floros, Constantin. Gustav Mahler: The Symphonies.  Portland, Oregon: Amadeus Press, 1993. ISBN 0-931340-62-4.
- Franklin, Peter. «Mahler, Gustav». A: Stanley Sadie. The New Grove Dictionary of Music and Musicians. 15. 2.  Londres i Nova York: Macmillan Publishers, 2001. ISBN 1-56159-239-0.
- La Grange, Henry-Louis. Mahler. 1.  Garden City, New York: Doubleday & Company, Inc., 1973. ISBN 0-385-00524-5.
- La Grange, Henry-Louis. Gustav Mahler. 2.  Nova York: Oxford University Press, 1995. ISBN 0-19-315159-6.
- Mitchell, Donald. «'Swallowing the Programme': Mahler's Fourth Symphony" and "The Mahler Renaissance in England: Its Origins and Chronology». A: The Mahler Companion.  Nova York: Oxford University Press, 1999. ISBN 0-19-816376-2.
- Mitchell, Donald. Gustav Mahler: The Wunderhorn Years.  Woodbridge, Suffolk: The Boydell Press, 2005. ISBN 1-84383-003-5.
- Smoley, Lewis M. Gustav Mahler's Symphonies: Critical Commentary on Recordings Since 1986.  Westport, Connecticut: Greenwood Press, 1996. ISBN 0-313-29771-1.
- Stefan, Paul. Gustav Mahler: A Study of His Personality and Work.  Nova York: G. Schirmer, Inc., 1913.
- Steinberg, Michael. The Symphony: A Listener's Guide.  Nova York: Oxford University Press, 1995. ISBN 0-19-506177-2.
- Zychowicz, James L. Mahler's Fourth Symphony.  Oxford and New York: Oxford University Press, 2005. ISBN 0-19-816206-5.

#### Altres
- Aldrich, Richard «Gustav Mahler – His Personality and His New Symphony». The New York Times, 06-11-1904, p. IV(4) [Consulta: 21 maig 2020].
- Gutman, David. «Mahler's Symphony No 4: a complete guide to the best recordings». Gramophone, 03-12-2020. Arxivat de l'original el 30 octubre 2021. [Consulta: 14 setembre 2021].
- Smith, Max «Mahler's Symphony No. 4». The Salt Lake Tribune, 04-12-1904, p. IV(15) [Consulta: 21 maig 2020].
- Zychowicz, James L. «Toward an Ausgabe letzter Hand: The Publication and Revision of Mahler's Fourth Symphony». The Journal of Musicology. University of California Press, 13, 1995, pàg. 260–276. DOI: 10.2307/764107. JSTOR: 764107.
- «1901 Concert Munich 25-11-1901 – Symphony No. 4 (Premiere)».   Mahler Foundation, 06-03-2016. Arxivat de l'original el 29 octubre 2021. [Consulta: 22 agost 2021].
- «1904 Concert Amsterdam 23-10-1904 – Symphony No. 4 (twice)».   Mahler Foundation, 05-03-2016. Arxivat de l'original el 22 agost 2021. [Consulta: 22 agost 2021].
- «1904 Concert Mainz 23-03-1904 – Symphony No. 4».   Mahler Foundation. Arxivat de l'original el 22 agost 2021. [Consulta: 22 agost 2021].
- «1907 Concert Frankfurt am Main 18-01-1907 – Symphony No. 4».   Mahler Foundation, 05-03-2016. Arxivat de l'original el 22 agost 2021. [Consulta: 22 agost 2021].
- «1911 Concert New York 17-01-1911 – Symphony No. 4».   Mahler Foundation, 06-03-2016. Arxivat de l'original el 22 agost 2021. [Consulta: 22 agost 2021].
- «1911 Concert New York 20-01-1911 – Symphony No. 4».   Mahler Foundation, 06-03-2016. Arxivat de l'original el 22 agost 2021. [Consulta: 22 agost 2021].
- «History Symphony No. 4».   Mahler Foundation, 19-01-2015. Arxivat de l'original el 22 agost 2021. [Consulta: 22 agost 2021].
- «Prom 58».   BBC. Arxivat de l'original el 9 novembre 2021. [Consulta: 9 novembre 2021].